# Bossanova (radioprogram)
Bossanova var ett svenskt humorprogram som sändes i Sveriges Radio P3 åren 1996-1998. Medverkade i programmet gjorde bland annat Klara Zimmergren.
En programpunkt var Radionämnden där bland annat Marcus Birro ingick. En annan ofta förekommande programpunkt var Mia Skäringers rapporter från en folkhögskola på Gotland.
Det sändes måndag till fredag mellan kl 9.03 och 12.00.